# England Super League w piłce siatkowej mężczyzn
Super League – najwyższa w hierarchii klasa męskich ligowych rozgrywek siatkarskich w Anglii założona w 1977 roku. Rywalizacja w niej toczy się - co sezon, systemem ligowym - o tytuł mistrza Anglii, a za jej prowadzenie odpowiada Angielski Związek Piłki Siatkowej (ang. English Volleyball Association, EVA). Drużyny, które nie utrzymały się w lidze, są relegowane do Division 1.
W latach 1977–2010 najwyższa klasa rozgrywkowa nosiła nazwę Division 1, następnie w latach 2010-2019 National Super 8s, a od sezonu 2019/2020 Super League.

## Medaliści
| Sezon     | 1. miejsce                                           | 2. miejsce                                           | 3. miejsce                                           |
| --------- | ---------------------------------------------------- | ---------------------------------------------------- | ---------------------------------------------------- |
| 1977/1978 | Sefton A                                             | Blokk 75 & Deeside                                   |                                                      |
| 1978/1979 | Kestrels                                             | Speedwell                                            |                                                      |
| 1979/1980 | Speedwell Furness                                    | Kelly Girl International                             |                                                      |
| 1981/1982 | Speedwell Rucanor                                    | Kelly Girl International                             |                                                      |
| 1982/1983 | Speedwell Rucanor                                    | Kelly Girl International                             |                                                      |
| 1983/1984 | Capital City Spikers                                 | Polonia London                                       |                                                      |
| 1984/1985 | Team Mizuno                                          | Speedwell Rucanor                                    |                                                      |
| 1985/1986 | Polonia London                                       | Speedwell Rucanor                                    |                                                      |
| 1986/1987 | Speedwell Rucanor                                    | Polonia London                                       |                                                      |
| 1987/1988 | Malory CLC                                           | Liverpool City                                       |                                                      |
| 1988/1989 | Malory CLC                                           | Star Aquila                                          |                                                      |
| 1989/1990 | Team Mizuno Malory                                   | Speedwell Rucanor                                    |                                                      |
| 1990/1991 | Team Mizuno Malory                                   | Polonia London                                       |                                                      |
| 1991/1992 | Team Mizuno Malory                                   | Reebok Liverpool                                     |                                                      |
| 1992/1993 | Mizuno Lewisham                                      | KLEA Leeds                                           |                                                      |
| 1993/1994 | Mizuno Malory Lewisham                               | Polonia London                                       |                                                      |
| 1994/1995 | Mizuno Malory Lewisham                               | Newcastle Staffs                                     |                                                      |
| 1995/1996 | Mizuno Malory Lewisham                               | Newcastle Staffs                                     |                                                      |
| 1996/1997 | Malory Lewisham                                      | Tootinga Aquila                                      |                                                      |
| 1997/1998 | Tootinga Aquila                                      | Malory Lewisham                                      |                                                      |
| 1998/1999 | London Malory                                        | City of Stoke                                        |                                                      |
| 1999/2000 | London Malory                                        | Wessex 1                                             |                                                      |
| 2000/2001 | London Malory                                        | Portsmouth Mayfield 1                                |                                                      |
| 2001/2002 | London Malory                                        | London Docklands                                     |                                                      |
| 2002/2003 | London Malory                                        | London Docklands                                     |                                                      |
| 2003/2004 | London Malory                                        | Warwick Riga                                         | London Docklands                                     |
| 2004/2005 | London Malory                                        | London Docklands                                     | Sheffield Volleyball Club                            |
| 2005/2006 | London Malory                                        | London Docklands                                     | City of Bristol 1                                    |
| 2006/2007 | London Docklands                                     | London Malory                                        | Polonia London                                       |
| 2007/2008 | London Malory                                        | Sheffield Volleyball Club                            | Coventry & Warwick Riga                              |
| 2008/2009 | Sheffield Volleyball Club                            | Coventry & Warwick Riga                              | London Malory                                        |
| 2009/2010 | Malory Eagles                                        | Sheffield Volleyball Club                            | London Docklands                                     |
| 2010/2011 | Polonia London                                       | Leeds Carnegie                                       | Sheffield                                            |
| 2011/2012 | Leeds Carnegie                                       | Polonia London                                       | Team Northumbria                                     |
| 2012/2013 | Polonia London                                       | Team Northumbria                                     |                                                      |
| 2013/2014 | Sheffield Hallam                                     | Team Northumbria                                     |                                                      |
| 2014/2015 | Team Northumbria                                     | Sheffield                                            |                                                      |
| 2015/2016 | IBB Polonia London                                   | Team Northumbria                                     |                                                      |
| 2016/2017 | IBB Polonia London                                   | Sheffield Hallam                                     |                                                      |
| 2017/2018 | Team Northumbria                                     | IBB Polonia London                                   | Sheffield Hallam                                     |
| 2018/2019 | IBB Polonia London                                   | Durham Palatinates                                   | TeamBU Wessex                                        |
| 2019/2020 | IBB Polonia London                                   | Durham Palatinates                                   | Malory Eagles UEL                                    |
| 2020/2021 | Z powodu pandemii COVID-19 rozgrywki nie odbyły się. | Z powodu pandemii COVID-19 rozgrywki nie odbyły się. | Z powodu pandemii COVID-19 rozgrywki nie odbyły się. |
| 2021/2022 | Durham Palatinates                                   | Malory Eagles UEL                                    | Richmond Docklands                                   |
| 2022/2023 | Durham Palatinates                                   | Malory Eagles UEL                                    | IBB Polonia London                                   |
| 2023/2024 | Durham Palatinates                                   | IBB Polonia London                                   | Essex Rebels                                         |
| 2024/2025 | London Giants                                        | Essex Rebels                                         | Malory Eagles UEL                                    |